# Rotec
Rotec Buzău este o companie producătoare de utilaje pentru metalurgie din România.
Compania produce utilaje, subansamble și piese de schimb pentru industria metalurgică, siderurgică, industria cimentului, construcții metalice, cazane de abur și apă caldă etc.
Acționarul majoritar al companiei este National Instal Construct, cu o deținere de 96,03%.
Titlurile companiei se tranzacționează la categoria de bază a pieței Rasdaq, secțiunea XMBS, sub simbolul TOTA.
Societatea a fost înființată în 1971, ca producătoare de utilaj metalurgic, iar în anul 2001 a trecut în proprietate privată, 99% din acțiuni fiind deținute de firma Național Instal Construct, controlată de omul de afaceri buzoian Nicu Dinu.
În anul 2007 compania a avut venituri de 68,3 milioane lei (20,5 milioane euro)
Număr de angajați în 2008: 800